# BMW R 1150 RT
Die BMW R 1150 RT ist ein vollverkleidetes Motorrad der Marke BMW mit einem Zweizylinder-Boxermotor. Der Tourer wurde am 12. Januar 2001 als Nachfolger der BMW R 1100 RT präsentiert und im BMW-Werk Berlin in Spandau von 2001 bis 2004 gefertigt.
Das Motorrad hat mehrere mechanisch bauähnliche Schwestermodelle mit weitgehend identischem Motor und unterschiedlicher Fahrwerksauslegung sowie Ausstattung: das Naked Bike R 1150 R, den Sportler R 1150 RS und die Reiseenduro R 1150 GS / Adventure.

## Allgemeines
Die R 1150 RT löste mit dem Modelljahr 2001 die R 1100 RT ab. Veränderungen wurden außer im Design der Frontverkleidung vor allem unter dem Kunststoffkleid vorgenommen. Die Motorleistung wurde von 66 auf 70 kW (90 zu 95 PS) geringfügig erhöht, der Hubraum erfuhr ebenfalls eine marginale Erweiterung von 1085 cm³ auf 1130 cm³.
Mit dieser RT wurde eine neue Bremsentechnologie in die Boxerreihe eingeführt. Das bis dahin verbaute ABS II wurde durch das Integral-ABS ersetzt, dessen Herzstück ein elektrohydraulischer Druckmodulator ist. Hierbei existiert keine direkte Verbindung zwischen der manuell betätigten Bremspumpe und den Bremssätteln mehr, da das Bremssystem in einen Regelkreis und einen Radbremskreis aufgeteilt ist. Mit Betätigung der Bremse wird der Bremsimpuls über den Regelkreis an den Druckmodulator übermittelt, der die Bremskraft elektrohydraulisch an die Bremssättel weitergibt. Bei deaktivierter Zündung oder einem Defekt am Druckmodulator ist lediglich eine Notbremsfunktion verfügbar. Dieses neue Bremssystem war als Teil- und als Vollintegral-ABS erhältlich. Die RT kam ab Werk zunächst mit der vollintegralen Variante, bei der immer beide Räder gebremst werden, unabhängig davon, ob die Hand- oder die Fußbremse betätigt wird. Lediglich am Ende der Produktion 2004 gab es ein Sondermodell in saphir-schwarz und mit Chromteilen, welches mit ABS-Teil-Integralbremse ausgerüstet war. Auch die Behördenmodelle wurden serienmäßig mit Teil-Integral ABS ausgerüstet. Bei den parallelen Boxermodellen musste das Antiblockiersystem gesondert geordert werden und stand je nach Modell nur als Teilintegral-ABS zur Verfügung.
BMW modifizierte das Fahrwerk, wodurch das 281 kg schwere Motorrad handlicher wurde als sein Vorgänger. Im Cockpit war erstmals ein Display des optional erhältlichen Radios montiert, welches mit diesem Motorradmodell ebenfalls den Vorgänger ablöste, der schon in der alten R- und K-Reihe zum Einsatz kam. Im Zuge der Modellpflege wurde die sensible Fußbremse etwas entschärft (Modelljahr 2002) sowie der Motor mit einer Doppelzündung versehen (Modelljahr 2003).
Wie bereits beim Vorgängermodell, war unter der Bezeichnung R 1150 RT-P eine Behördenversion im Programm, welche auch mit verkleinerten Hubraum als R 850 RT-P erhältlich war. Die Behördenmodelle waren für Solo-Betrieb mit einer Funkbox statt dem Soziussitz ausgerüstet und verfügen neben der Sondersignalanlage über weitere Sonderausstattungen wie z. B. eine Zusatzbatterie anstelle des Radios, Vollentstörung der Elektrik, kürzere Getriebeübersetzung sowie Sturzbügel vorn und hinten.
Mit dem Modelljahr 2005 wurde die R 1150 RT durch die R 1200 RT (K26) abgelöst.

## Technische Daten

### Motor
Der luft- und ölgekühlte Zweizylinder-Boxermotor mit Nasssumpf-Druckumlaufschmierung ist längs eingebaut und erzeugt eine Nennleistung von 70 kW (95 PS). Die zwei Zylinder haben eine Bohrung von 101 mm Durchmesser und 70,5 mm Hub. Die zwei Einlass- und zwei Auslassventile werden von einer obenliegenden, kettengetriebenen Nockenwelle über Kipphebel betätigt. Der Viertaktmotor mit einem Verdichtungsverhältnis von 11,3:1 hat eine elektronische Saugrohreinspritzung und Transistorzündung und einen geregelten Drei-Wege-Katalysator, die von einer digitalen Motronic MA 2.4 gesteuert werden. Die 12 Volt Starterbatterie hat eine Kapazität von 19 Ah, die Lichtmaschine erzeugt eine elektrische Leistung von 700 Watt.
Das Motorrad beschleunigt in 4,3 Sekunden von 0 auf 100 km/h und erreicht eine Höchstgeschwindigkeit von 206 km/h.

### Kraftübertragung
Als Primärtrieb dienen Zahnräder, als Sekundärantrieb eine Doppelgelenkwelle (Paralever-Kardan). Die Einscheiben-Trockenkupplung wird hydraulisch betätigt. Das Getriebe hat sechs Gänge, wobei der sechste Gang im Gegensatz zu den Schwestermodellen R 1150 RS und R 1150 GS als lang übersetzter Schongang ausgelegt ist. Für das Behördenmodell R 1150 RT-P war eine alternative Getriebeübersetzung mit verkürztem 1. und 6. Gang erhältlich.

### Fahrwerk
Die Motor-Getriebe-Einheit ist mittragend ausgebildet und lagert die Vorderradführung (Telelever). Der Vorderrahmen besteht aus Aluminiumguss, der Heckrahmen aus Stahl. Die vordere Telelever-Gabel hat 35 mm Standrohrdurchmesser und 120 mm Federweg, die hintere Aluminium-Einarmschwinge mit Paralever-Momentabstützung hat ein Zentralfederbein und 135 mm Federweg. Die Federvorspannung ist hydraulisch verstellbar, die Zugstufe ist stufenlos einstellbar. Das Motorrad hat Gussräder aus Leichtmetall, die Felgengröße beträgt vorn 3,50×17 und hinten 5,00×17. Am Vorderrad verzögern zwei Vierkolben-Festsattel-Scheibenbremsen mit 320 mm Durchmesser, hinten wirkt eine Zweikolben-Schwimmsattelbremse mit 276 mm Durchmesser. Die Bereifung hat vorn die Maße 120/70 ZR 17 und hinten 170/60 ZR 17. Fahrbereit wiegt das Motorrad 281 kg, die maximale Zuladung beträgt 214 kg.

### Kraftstoffversorgung
Der Kraftstofftank fasst 25,2 Liter. Der durchschnittliche Kraftstoffverbrauch liegt bei 5,5 Liter auf 100 km bei einer Geschwindigkeit von 120 km/h. Der Hersteller empfiehlt die Verwendung von Motorenbenzin mit einer Klopffestigkeit von mindestens 95 Oktan.

## Hauptkonkurrenten
Tourer mit vergleichbarer Charakteristik sind die Ducati ST3, Honda ST1100 Pan European, Moto Guzzi Norge 1200, Triumph Sprint ST und Yamaha FJR1300.

## Kritik
„Wer zu zweit und mit viel Gepäck unterwegs ist, sollte für zügige Beschleunigungen weder Schaltarbeit (die leicht vom Fuße geht) noch Drehzahlen scheuen. Eine halbe Tonne ist eben eine träge Masse. Ab etwa 4500 Touren machen sich leider Vibrationen breit, die bis in die hinteren Fußrasten hinein kribbeln.“